# Die! Die! Die!
A Die! Die! Die! 2003-ban megalakult háromtagú új-zélandi punkegyüttes.

## Tagok
- Andrew Wilson
- Michael Prain
- Lachlan Anderson

## Diszkográfia

### Albumok
- Die! Die! Die! (2006)
- Promises, Promises (2008)
- Form (2010)
- Harmony (2012)
- S W I M (2014)
- Charm. Offensive (2017)
- This Is Not an Island Anymore (2022)

### Kislemezek
- Die! Die! Die! (EP) (2005)
- Locust Weeks (2006)
- 7" Split with High Dependency Unit (2007)
- Part Time Punks: At the Echo – April 8th, 2007 (2007)
- What Did You Expect (2015)
- O (2019)
- Smelter (2022)